# Benesat
Benesat (Hongaars: Benedekfalva) is een Roemeense gemeente in het district Sălaj.
Benesat telt 1626 inwoners.
De gemeente bestaat uit drie dorpen:
- Aluniș (Szamosszéplak)
- Benesat (Benedekfalva)
- Biușa (Bősháza)

Van de drie kernen heeft Biusa (Bősháza) 493 inwoners waaronder 343 Hongaren (70%), ook in de hoofdkern vormen de Hongaren een minderheid, van de 442 inwoners waren er in 2011 in totaal 	77 Hongaren (17,6%). De bevolking van Aluniş is vrijwel volledig Roemeens. 